# María Leonor de Salm-Salm
María Leonor de Salm-Salm (1842-1891), fue una noble europea, duquesa consorte de Osuna y de Croy Dülmen.

## Biografía
Era hija del príncipe Francisco de Salm-Salm (1801-1842) y había nacido en Fráncfort el 21 de enero de 1842. En 1866 contrajo matrimonio con Mariano Téllez-Girón, duque de Osuna. Los grandes saraos celebrados en su palacio de las Vistillas fueron notables en Madrid. La casa de Osuna terminó, sin embargo, arruinada. Al fallecer, con una edad próxima a los cincuenta años, se hacía llamar duquesa de Croy-Dülmen, por su segundo matrimonio con el título belga de esta denominación. Desde esta boda se había mantenido alejada de España, retirada en sus castillos del Mosela.